# Église Saint-Pierre du Petit-Pressigny
Pour les articles homonymes, voir Église Saint-Pierre.
L'église Saint-Pierre de Petit-Pressigny est une église catholique située à Petit-Pressigny, en France.

## Histoire
Sa construction date du XIIe siècle.
L'église est inscrite au titre des monuments historiques par arrêté du 28 octobre 1926.

## Description
C'est un édifice de style roman.